# Tomáš Verner
Tomáš Verner (Písek; 3 de junio de 1986) es un patinador sobre hielo checo. Ganó el Campeonato de patinaje artístico de Europa en 2008 y fue medallista en 2007 y 2011. Se ha proclamado siete veces (2002, 2003, 2004, 2006, 2007, 2008 y 2011) campeón nacional checo. Ha ganado seis medallas en el Grand Prix de patinaje artístico sobre hielo.

## Carrera

### Inicios de su carrera
Verner comenzó a patinar a los cinco años. También practicaba el atletismo y jugaba al fútbol antes de centrarse en el patinaje. Con 12 años, se mudó de Pisek, donde nació, a Praga, donde el entrenador Vlasta Koprivova se percató de su talento. 
Ganó su primer título nacional en la temporada 2001/02, y ese mismo año representó a la República Checa en el Campeonato de Europa, donde terminó 14.º, y en el Campeonato Mundial, donde no pudo clasificarse para el programa de patinaje libre. En los años siguientes, Verner llegó a acabar 10.º el Campeonato Europeo y 13.º en el Mundial. Se perdió gran parte de la temporada 2004-05 después de torcerse el tobillo. Se entrenaba en Praga y también viajaba con regularidad a Oberstdorf, Alemania, para entrenarse con Michael Huth. Durante los veranos,  pasaba un par de semanas entrenando en Leppävirta, Finlandia.

### Temporada 2006/07
En 2007, Verner mejoró notablemente sus resultados anteriores. En el Campeonato Europeo en Varsovia, quedó primero en el programa corto antes de terminar con la medalla de plata detrás de Brian Joubert. Fue el primer patinador checo en conseguir una medalla en los Campeonatos de Europa desde 1992. En el Campeonato del Mundo de 2007 en Japón, se colocó cuarto en la clasificación general.

### Temporada 2007-2009

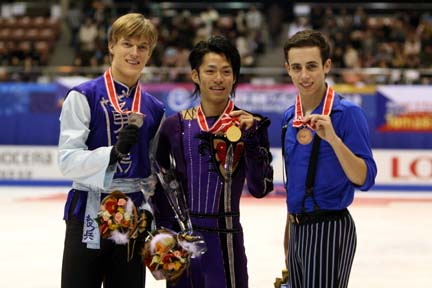
Verner en la Copa de China.

En el 2008, Verner se convirtió en el primer checo en ganar el Campeonato Europeo desde la victoria de Petr Barna de en 1992. En el Campeonato del Mundo de 2008, estaba en cuarta posición tras el programa corto, pero terminó 15.º después de fallar en varios saltos en su programa largo. 
En la serie del Grand Prix de 2008/09 Verner participó en la Copa de China y la Copa de Rusia. Terminó tercero y segundo, respectivamente, clasificándose para la final, donde terminó cuarto. En el Campeonato Europeo de 2009, Verner estaba en segundo lugar al anotarse su mejor marca personal en el programa corto, pero cometió varios errores en el programa libre, por lo que bajó a la sexta posición. Terminó cuarto en el Campeonato Mundial de 2009.

### Temporada 2009/10
Verner inició la temporada 2009/10 con una medalla de plata en el Trofeo Éric Bompard. Terminó quinto en el Skate America, en el que enfermó de la gripe H1N1, de la que fue incapaz de recuperarse por completo durante el resto de la temporada. Verner fue la primera alternativa para la final del Grand Prix, y logró competir al retirarse Brian Joubert por lesión. Obtuvo el sexto lugar. Acabó segundo por detrás de Michal Březina en el Campeonato de la República Checa, bajó al 10.º puesto en el Campeonato Europeo y compitió en los Juegos Olímpicos, terminando 19.º. Verner decidió no competir en el Campeonato del Mundo, porque no se sentía preparado para el evento.

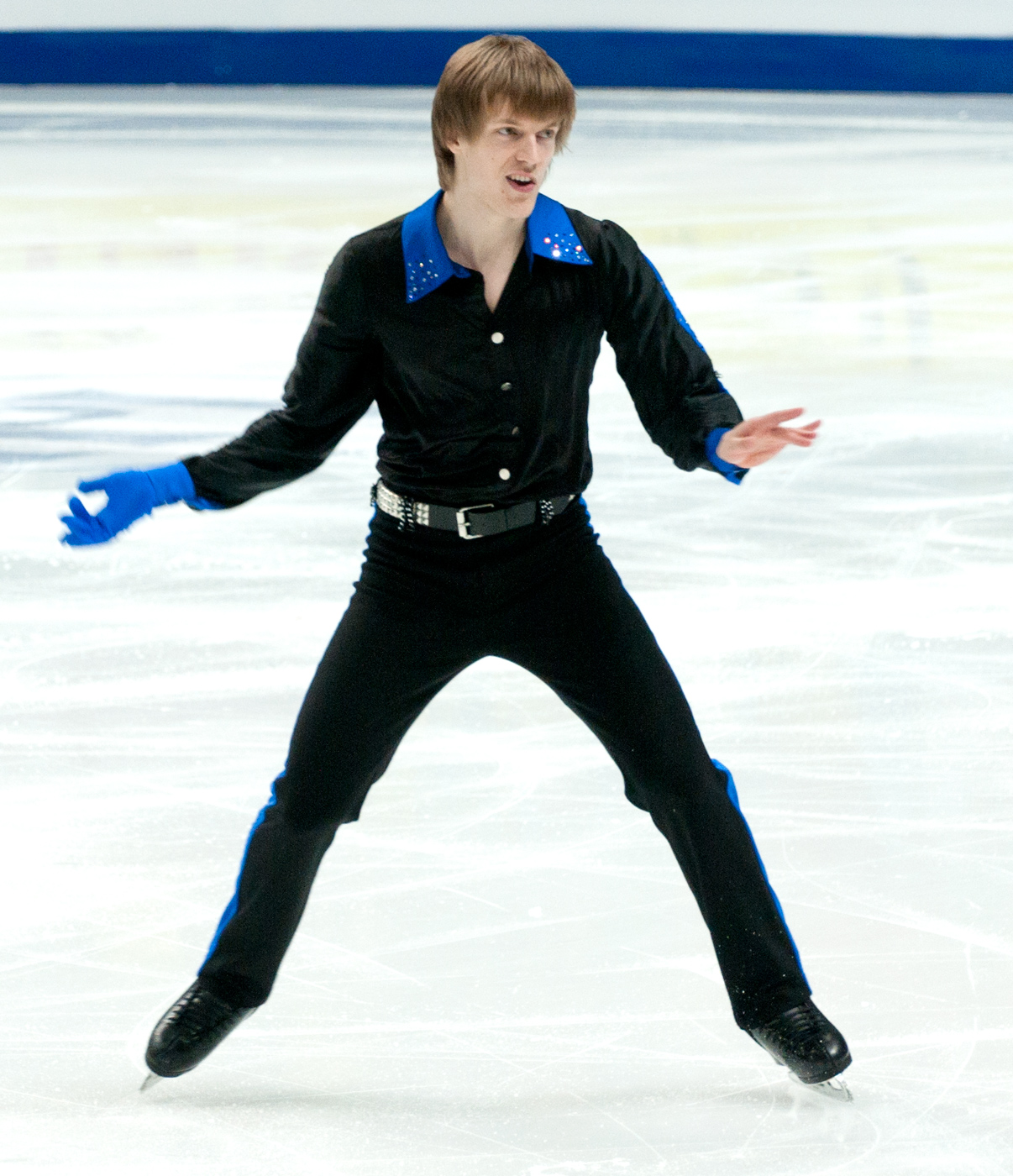
Verner en el Campeonato del Mundo de 2011

### Temporada 2010/11
Antes del inicio de la temporada 2010/11, Verner cambió de entrenador, y comenzó a trabajar con Robert Emerson en Richmond Hill, cerca de Toronto. Mientras que en Europa solo ejecutaba el programa íntegro durante los entrenamientos antes de las competiciones, su nuevo entrenador requería el patinaje de los programas completos diariamente. Verner ganó el bronce en la Copa de China, su primer evento del Grand Prix  del año. En la Copa de Rusia, Verner estableció un nuevo récord personal en el programa largo y derrotó a Patrick Chan y Jeremy Abbott en su primara victoria en la serie del Grand Prix sénior. Fue el único que pudo vencer a Patrick Chan en esta temporada. Se clasificó para la final del Grand Prix, donde terminó quinto en el programa corto, cuarto en el programa libre y quinto en la general. Su siguiente evento fue el Campeonato Nacional checo, que ganó por primera vez en tres años. Verner fue quinto en el programa corto en el Europeo 2011, tras una caída en el triple axel, pero terminó segundo en el programa libre y ganó la medalla de bronce, su primer podio en el Europeo desde que ganó el evento en 2008.
Después del Campeonato de Europa, Verner y otros patinadores de élite realizaron en un espectáculo en Corea del Norte, un evento que fue sancionado por la Asociación Checa de patinaje y la DAA, pero dio lugar a algunas críticas en la República Checa.

### Temporada 2011/12
Los eventos clasificatorios del Grand Prix para Verner en la temporada 2011/12 fueron el Trofeo NHK, donde acabó 5.º y la Copa  Rostelecom, donde no compitió. En esta temporada ganó su quinto título nacional consecutivo. En el Campeonato Europeo estaba en tercer lugar tras el programa corto, pero tras un programa libre mediocre acabó en quinto lugar. En el Campeonato Mundial, en Niza, patinó mal en ambos programas y terminó en 16.º lugar.

### Temporada 2012/13
Verner obtuvo malos resultados en esta temporada; obtuvo bajas calificaciones en los eventos de Grand Prix de 2012, Skate America y el Trofeo Éric Bompard, por lo que no puedo calificarse para la final. Se proclamó de nuevo campeón de la República Checa y participó de nuevo en el Campeonato Europeo, en el que solo alcanzó la 11.ª plaza, su peor resultado en esta competición desde 2002. Finalmente, quedó 21.º en el Campeonato Mundial, su peor clasificación desde 2003.

### Temporada 2013/14
No participó en la serie del Grand Prix. En el Campeonato Europeo de Busapest realizó un buen ejercicio en el programa corto, donde obtuvo su mejor puntuación en este segmento de la competición hasta la fecha, pero perdió posiciones en el programa libre y terminó en la séptima plaza. Participó en los Juegos Olímpicos de Sochi, donde quedó decimotercero en el programa corto, decimosegundo en el program libre y undécimo en la clasificación final, su mejor resultado en unas olimpiadas. Se retiró del patinaje de competición tras el Campeonato Mundial de 2014 donde obtuvo la décima plaza.

## Programas
| Temporada | Programa corto                                                               | Programa libre | Exhibición                                                                    |
| --------- | ---------------------------------------------------------------------------- | --- | ----------------------------------------------------------------------------- |
| 2013–2014 | Duelling Banjos (banda sonora de Defensa)                                    | Selección de tangos: - Oblivion - Adiós Nonino - Libertango de Astor Piazzolla - La Cumparsita de Matos Rodríguez |                                                                               |
| 2012–2013 | It ain't mean a thing if it has no swing de Duke Ellington y Louis Armstrong | - Sing, Sing, Sing (de Swing Kids) - La vie en rose performed by Louis Armstrong                                  |                                                                               |
| 2011–2012 | Carmina Burana (version hip-hop) de Carl Orff                                | - Sing, Sing, Sing (de Swing Kids) - La vie en rose performed by Louis Armstrong                                  |                                                                               |
| 2010–2011 | Singin' in the Rain                                                          | Michael Jackson medley                                                                                            | Always Look on the Bright Side of Life de Monty Python                        |
| 2009–2010 | Zorba el griego (película) banda sonora de Mikis Theodorakis                 | El padrino (película) banda sonora de Nino Rota, Carmine Coppola                                                  | Always Look on the Bright Side of Life de Monty Python Michael Jackson Medley |
| 2008–2009 | - Melodie en Crépuscule - Gypsy Swing de Django Reinhardt                    | Tango medley: - Oblivion - Adiós Nonino - Libertango de Astor Piazzolla - La Cumparsita de Matos Rodríguez        | Michael Jackson Medley                                                        |
| 2007–2008 | - Melodie en Crépuscule - Gypsy Swing de Django Reinhardt                    | Wò hǔ cáng lóng banda sonora de Tan Dun                                                                           | Volare de Gypsy Kings                                                         |
| 2006–2007 | Tocata & Fuga de Johann Sebastian Bach interpretado por Vanessa Mae          | Fundamentum, Lesium de Lesiëm                                                                                     | La pantera rosa                                                               |
| 2005–2006 | Blues                                                                        | Fundamentum, Lesium de Lesiëm                                                                                     | Rockaria!                                                                     |
| 2004–2005 | Blues                                                                        | - Lorelei, Noche de Mi Amor de Raúl di Blasio - PS1491 by John Tesh                                               | Rockaria!                                                                     |
| 2003–2004 | Nueva melodía clásica interpretada por Boston Symphony Orchestra             | - Lorelei, Noche de Mi Amor de Raúl di Blasio - PS1491 de John Tesh                                               | Rockaria!                                                                     |
| 2002–2003 | Nueva melodía clásica interpretada por Boston Symphony Orchestra             | One Man's Dream de Yanni Live at the Acropolis                                                                    | Rockaria!                                                                     |
| 2001–2002 | Victory de Bond                                                              | One Man's Dream de Yanni Live at the Acropolis                                                                    |                                                                               |

## Resultados

### Después de 2004
| Evento                                                 | 2004–05 | 2005–06 | 2006–07 | 2007–08 | 2008–09 | 2009–10 | 2010–11 | 2011–12 | 2012–13 | 2013–14 |
| ------------------------------------------------------ | ------- | ------- | ------- | ------- | ------- | ------- | ------- | ------- | ------- | ------- |
| Juegos Olímpicos de Invierno                           |         | 18.º    |         |         |         | 19.º    |         |         |         | 11.º    |
| Campeonato del Mundo                                   | 16.º RC | 13.º    | 4.º     | 15.º    | 4.º     |         | 12.º    | 16.º    | 21.º    | 10.º    |
| Europeo                                                |         | 10.º    | 2.º     | 1.º     | 6.º     | 10.º    | 3.º     | 5.º     | 11.º    | 7.º     |
| Campeonato Nacional Checo                              |         | 1.º     | 1.º     | 1.º     |         | 2.º     | 1.º     | 1.º     | 1.º     | 1.º     |
| Final del Grand Prix de patinaje artístico sobre hielo |         |         |         |         | 4.º     | 6.º     | 5.º     |         |         |         |
| Trofeo Eric Bompard                                    |         |         |         | 6.º     |         | 2.º     |         |         | 8.º     |         |
| Skate America                                          |         |         |         |         |         | 5.º     |         | 6.º     | 8.º     |         |
| Copa de Rusia                                          |         |         | 4.º     |         | 2.º     |         | 1.º     | TBD     |         |         |
| Copa de China                                          |         |         |         |         | 3.º     |         | 3.º     |         |         |         |
| Trofeo NHK                                             |         |         |         | 2.º     |         |         |         | 5.º     |         |         |
| Skate Canada International                             |         |         | 5.º     |         |         |         |         |         |         |         |
| Ice Challenge                                          |         |         |         |         |         | 1.º     |         |         |         |         |
| Karl Schäfer Memorial                                  |         | 1.º     | 2.º     |         | 3.º     |         |         |         |         |         |
| Nebelhorn Trophy                                       |         | 3.º     | 1.º     | 3.º     | 4.º     |         |         |         |         |         |
| Trofeo de Finlandia                                    | 6.º     |         |         | 1.º     |         |         |         |         |         |         |
| Ondrej Nepela Memorial                                 |         | 3.º     |         |         |         |         |         |         | 1.º     |         |

### Antes de 2004
| Evento                                  | 1999-00 | 2000–01 | 2001–02 | 2002–03 | 2003–04 |
| --------------------------------------- | ------- | ------- | ------- | ------- | ------- |
| Campeonato del Mundo                    |         |         | 26º     | 22.º    | 19.º    |
| Europeo                                 |         |         | 14.º    | RE      | 10.º    |
| World Junior Championships              |         | 17.º    |         |         | 14.º    |
| Czech Championships                     | 2.º J.  | 2.º     | 1.º     | 1.º     | 1.º     |
| ISU Junior Grand Prix Final             |         |         |         | 7.º     | 6.º     |
| Grand Prix Junior de Bulgaria           |         |         |         |         | 2.º     |
| Grand Prix Junior de Italia             |         |         |         | 5.º     |         |
| Grand Prix Junior de Alemania           |         |         |         | 2.º     |         |
| Grand Prix Junior de Holanda            |         |         | 4.º     |         |         |
| Grand Prix Junior de Polonia            |         | 11.º    |         |         |         |
| Grand Prix Junior de Croacia            | 14.º    |         |         |         |         |
| Grand Prix Junior de la República Checa | 17.º    | 15.º    | 10.º    |         | 1.º     |
| Copa Bofrost                            |         |         |         |         | 6.º     |
| Memorial Karl Schäfer                   |         |         | 9.º     | 11.º    |         |
| Trofeo Nebelhorn                        |         |         | 15.º    | 11.º    |         |
| Paekdusan Prize                         |         | 4.º     |         |         |         |

- RC = Ronda de Clasificación; RE = Retirada; J = categoría Junior